# Tammela härad
Tammela härad är ett före detta härad i Tavastehus län i Finland.
Ytan (landsareal) var 3 118,2 km² 1910; häradet hade 31 december 1908 62 956 invånare med en befolkningstäthet av 20,2 inv/km².

## Landskommuner
De ingående landskommunerna var 1910 som följer:
- Ackas, finska: Akaa
- Humppila
- Jockis, finska: Jokioinen
- Kalvola
- Kylmäkoski
- Somero
- Sommarnäs, finska: Somerniemi
- Sääksmäki
- Tammela
- Urdiala, finska: Urjala
- Ypäjä